# Giovanni Cariani
Giovanni Busi dit le Cariani (San Giovanni Bianco, 1480 ou 1485 – Venise, 6 décembre 1547) est un peintre italien du début du maniérisme qui a été actif à Venise et à Bergame.

## Biographie
Fils de Giovanni Busi, et originaire du Val Brembana, Giovanni Cariani se forme à Venise dès 1509 dans l'ambiance artistique des cercles de  Giovanni Bellini et de Giorgione, comme le montrent ses œuvres de jeunesse (Le Joueur de luth conservé au musée de Strasbourg).
Il a œuvré en  Lombardie, entre Bergame et Crema, de 1517 à 1523 subissant l'influence de Palma il Vecchio, de Sebastiano del Piombo et de Lorenzo Lotto avec qui il travailla de 1513 à 1525.

## Œuvres
Autriche

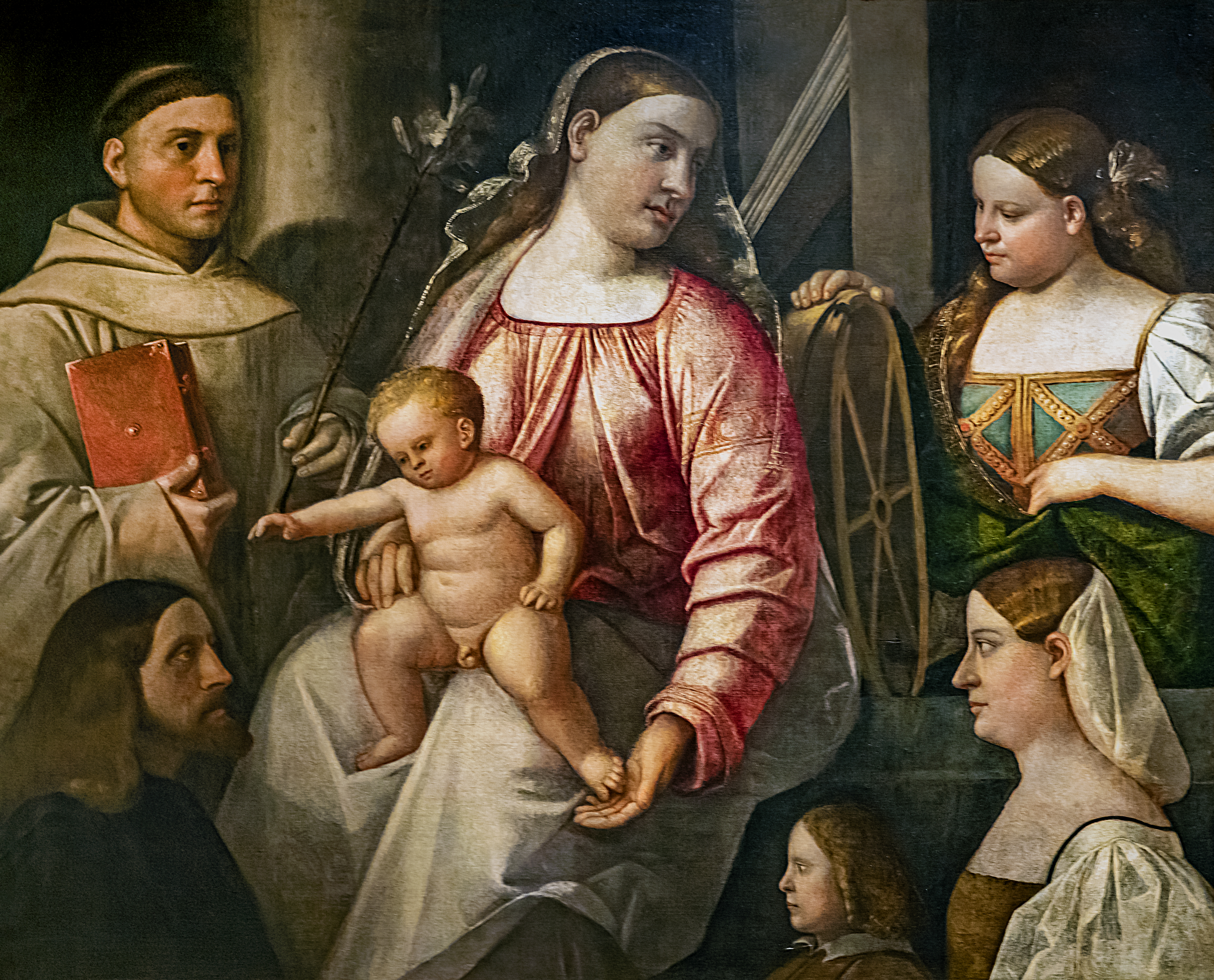
Vierge à L'Enfant, Ca' Rezzonico, Venise.

- Visitation, Kunsthistorisches Museum, Vienne

Canada
- Sainte Agathe (1516), National Gallery, Ottawa, Canada

Etats-Unis
- Concert (1518-1520), National Gallery of Art, Washington[2]

France
- Le Christ et la femme adultère, Musée Magnin, Dijon
- Portrait d'un joueur de viole, Musée Magnin, Dijon
- Le Joueur de luth, huile sur toile, 71 × 65 cm, Musée des beaux-arts de Strasbourg[3]
- Au musée du Louvre, Paris :
  - Vierge à l'Enfant avec saint Sébastien (v. 1523)
  - Portrait de deux jeunes hommes, dit autrefois Portrait de Giovanni et Gentile Bellini ou Portrait de deux jeunes patriciens vénitiens,
  - Jésus et la femme adultère,
  - Portrait d'un violoniste,

Italie
- Suzanne et les vieillards, Palazzo Ottolenghi, Asti
- Vierge à l'Enfant et deux colombes (v. 1523), Cathédrale de Bergame
- Retable de San Gottardo (1523), Pinacothèque de Brera, Milan.
- Résurrection du Christ avec deux donateurs (1520), Pinacothèque de Brera, Milan
- Madonna Cucitrice (1525-28), Galleria Nazionale d'Arte Antica, Rome.
- Découverte de la vraie Croix (1530), Académie Carrara, Bergame.
- Amoureux dans un paysage (1530), Palais de Venise, Rome.
- Vierge à l'Enfant, saint Antoine de Padoue et sainte Catherine d'Alexandrie avec trois donateurs, Museo del Settecento Veneziano, Ca' Rezzonico, Venise

Russie
- Conversation entre un jeune homme et un vieillard (1516), musée de l'Ermitage, Saint-Pétersbourg[4].

Royaume-Uni
- Jeune femme en sainte Agathe, National Galleries of Scotland, Édimbourg
- Portrait (Francesco Albani ?) (1517), National Gallery, Londres[5].

## Sources
- (en) Cet article est partiellement ou en totalité issu de l’article de Wikipédia en anglais intitulé « Giovanni Cariani » (voir la liste des auteurs).